# Diplogrammus pauciradiatus
Diplogrammus pauciradiatus är en fiskart som först beskrevs av Gill, 1865.  Diplogrammus pauciradiatus ingår i släktet Diplogrammus och familjen sjökocksfiskar. Inga underarter finns listade i Catalogue of Life.